# عبد الواحد عبد الصمد
عبد الواحد عبد الصمد (مواليد 24 فبراير 1982 (مصادر أخرى تشير إلى 21 يناير 1981) في الدار البيضاء) كان لاعب كرة قدم مغربي، يلعب كمدافع.

## روابط خارجية
- عبد الواحد عبد الصمد على موقع الاتحاد الدولي (مؤرشف)  (الإنجليزية)
- عبد الواحد عبد الصمد على موقع قاعدة بيانات كرة القدم.إي يو (الإنجليزية)
- عبد الواحد عبد الصمد على موقع أوليمبيديا (الإنجليزية)